# Víctor Ibarbo
Segundo Víctor Ibarbo Guerrero (Tumaco, Colombia, 19 de mayo de 1990) es un futbolista colombiano. Juega de delantero, volante ofensivo o extremo y su equipo actual es el Internacional de Palmira de la Primera B de Colombia. Fue mundialista e internacional con la selección de fútbol de Colombia.

## Trayectoria

### Inicios
Desde su infancia, su familia se trasladó de Tumaco, reconocido como la cuna de grandes futbolistas colombianos, hacia Cali, donde comenzó a destacar por sus habilidades. En el año 2004, Ibarbo ingresó a las divisiones menores del Deportivo Pereira, gracias al apoyo del Club La Cantera Dosquebradas y su fundador, el empresario local Jorge Iván Montoya Castaño.

### Atlético Nacional
En el 2006, después de dos años de trabajo, Ibarbo tuvo la oportunidad de ir a Medellín y jugar su primer partido profesional  en el Atlético Nacional, donde debutó frente al Envigado F. C. en febrero de 2008. En junio de 2009 fue confirmada su venta al Udinese de la Serie A de Italia a partir de ese mismo mes. La transferencia ascendería a los 4 millones de dólares. No obstante, la negociación no prosperó y finalmente se quedó en el club antioqueño para el Torneo Finalización 2009. Después de quedar campeón del Torneo Apertura 2011 con el Atlético Nacional, fueron vendidos la totalidad de sus derechos deportivos al Cagliari del fútbol italiano.

### Cagliari Calcio
En el Cagliari Calcio anotó su primer gol el día 4 de diciembre, en una jugada estratégica y lujosa por la banda derecha, gol que significó la victoria de su equipo. El 8 de enero marcó su segundo gol con el Cagliari en la victoria por 3-0 contra el Genoa. En la fecha 33 de la Serie A, anotó su tercer gol del torneo en la victoria 3-0 frente al Catania. En la fecha 24 de la Serie A, de la temporada 2012–13 marca su cuarto gol frente al AC Milan, esta vez de cabeza.
El 10 de marzo por la fecha 28 marcó su primer triplete con el Cagliari en la victoria 3-1 ante la Sampdoria después de 23 partidos haber anotado un solo gol, convirtiéndose en el segundo colombiano en marcar un «Hat-trick» en la Serie A, sólo superado por Faustino Asprilla. 
Para la temporada 2013-14, logró jugar 15 partidos y anotar 2 goles, también recibió el llamado de su combinado nacional para los partidos amistosos frente a Bélgica y Holanda. El 5 de enero de 2014 volvió a las canchas para la fecha 18 frente al Chievo Verona después de un mes de ausencia.
Para la temporada 2014-15 se tornó en pieza clave del equipo. En la fecha 9 convirtió su primer tanto de la temporada contra el Milan.

### AS Roma
El 1 de febrero de 2015, el conjunto AS Roma hizo oficial un acuerdo de 2,5 millones de euros con el cual el jugador militaría en la escuadra, en calidad de préstamo y con opción de compra por 12,5 millones de euros, hasta el 30 de junio, día en que se acababa la temporada 2014-15. Debutó el 3 de febrero en los cuartos de final de la Copa de Italia con derrota de su equipo frente a la Fiorentina 2-0 y quedando eliminados, entró al minuto 73 por Francesco Totti. El 3 de julio el A. S. Roma hizo oficial la renovación por un año más.

### Watford F.C.
El 31 de agosto del 2015, día en el que se cerraban los fichajes fue confirmado Víctor Ibarbo como nuevo jugador de Watford Football Club de la Premier League, llegó en calidad de cesión por un año y con opción de compra desde el Roma de Italia.

Debutó el 27 de septiembre en la derrota como locales 0-1 con el Crystal Palace entrando al minuto 81 y estrenándose en la Premier League.

### Atlético Nacional

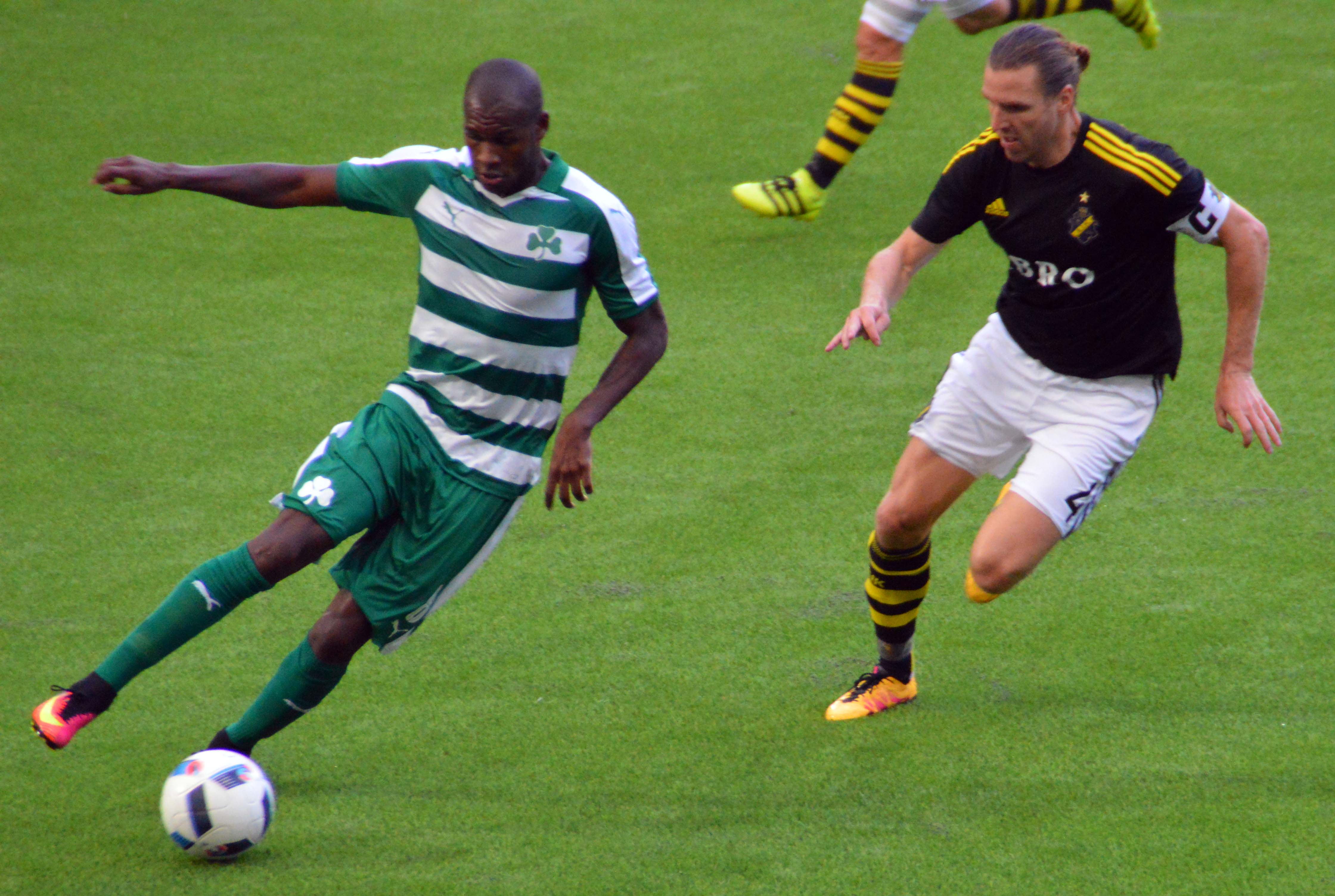
Ibarbo durante un partido de Liga Europa de la UEFA ante el AIK Estocolmo.

El jueves 14 de enero de 2016 se confirmó el préstamo por seis meses de Víctor Ibarbo al Atlético Nacional de la Categoría Primera A equipo en el cual debutó como profesional. El jugador quiso jugar en el elenco verde a pesar del interés de algunos clubes brasileños; en Inglaterra no encontró mucha continuidad, aparte de eso el jugador debía incorporarse a una liga de un país que estuviera iniciando campeonato ya que el reglamento europeo no permite militar a un jugador en tres equipos distintos en una sola temporada, además de eso el técnico del club inglés (Watford) lo descartó del plantel por ocupar cupo de extranjero, la (Roma) tampoco lo necesitaba en sus filas y el club Cagliari Calcio no tenía cupo para él.
Su primer gol desde su regreso fue el 12 de abril en la victoria por la mínima como visitantes frente a Sporting Cristal en la Copa Libertadores 2016 de tiro penal.

### Panathinaikos F.C.
El 30 de junio es confirmada su cesión por un año con opción de compra al Panathinaikos Fútbol Club de Superliga de Grecia. Su debut sería el 28 de julio por el partido de ida de la tercera ronda de la pre-Liga Europa de la UEFA en la victoria por la mínima de su equipo frente al AIK Estocolmo, su primer gol lo haría el 4 de agosto por el partido de vuelta dándola la victoria a su equipo como visitantes 2 a 0. El 20 de octubre marcaría su primer doblete en el empate a dos goles de visitantes frente al Standard Lieja por la Liga Europa de la UEFA saliendo como la figura del partido.
El club rescindió del contrato que tenía por un año para tan solo seis meses ya que habían caído en una crisis económica y no podían pagar el precio de Ibarbo.

### Cagliari Calcio
El 31 de enero de 2017 en el último día de fichajes se anunció su vuelta al Cagliari de la Serie A quien es el dueño de su pase. Su debut lo hace el 12 de febrero jugando los últimos 14 minutos en la derrota 0-2 frente al Juventus.

### Sagan Tosu
El 15 de marzo es de nuevo cedido, esta vez al Sagan Tosu de la J1 League de Japón hasta final de año. Debuta jugando 55 minutos el 18 de marzo en la derrota como visitantes por la mínima frente a Cerezo Osaka. Su primer gol lo marca en 31 de mayo en la victoria 3 a 2 como visitantes en casa del Ventforet Kofu por la Copa del Emperador. El 18 de julio el Sagan Tosu compra los 50% de los derechos deportivos, el Cagliari Calcio se quedó con el otro 50%.
Su primer doblete lo hace el 19 de agosto en la goleada 3 a 0 sobre Omiya Ardija además de hacer una asistencia saliendo como la figura del partido.
En su primer partido del 2018 marcó su primer gol en la victoria 2 a 1 sobre el Yokohama F. Marinos. El 31 de marzo marcó su segundo gol de la temporada para ayudar en la remontada 3 a 2 sobre Nagoya Grampus además de dar una asistencia.

### V-Varen Nagasaki
En julio de 2019 fue cedido hasta final de año al V-Varen Nagasaki de la J2 League. El 20 de julio marcó su primer gol para darle la victoria por la mínima sobre el Ventforet Kofu. El 10 de noviembre marcó nuevamente gol en la victoria 3 por 1 como visitantes ante Montedio Yamagata.

## Selección nacional

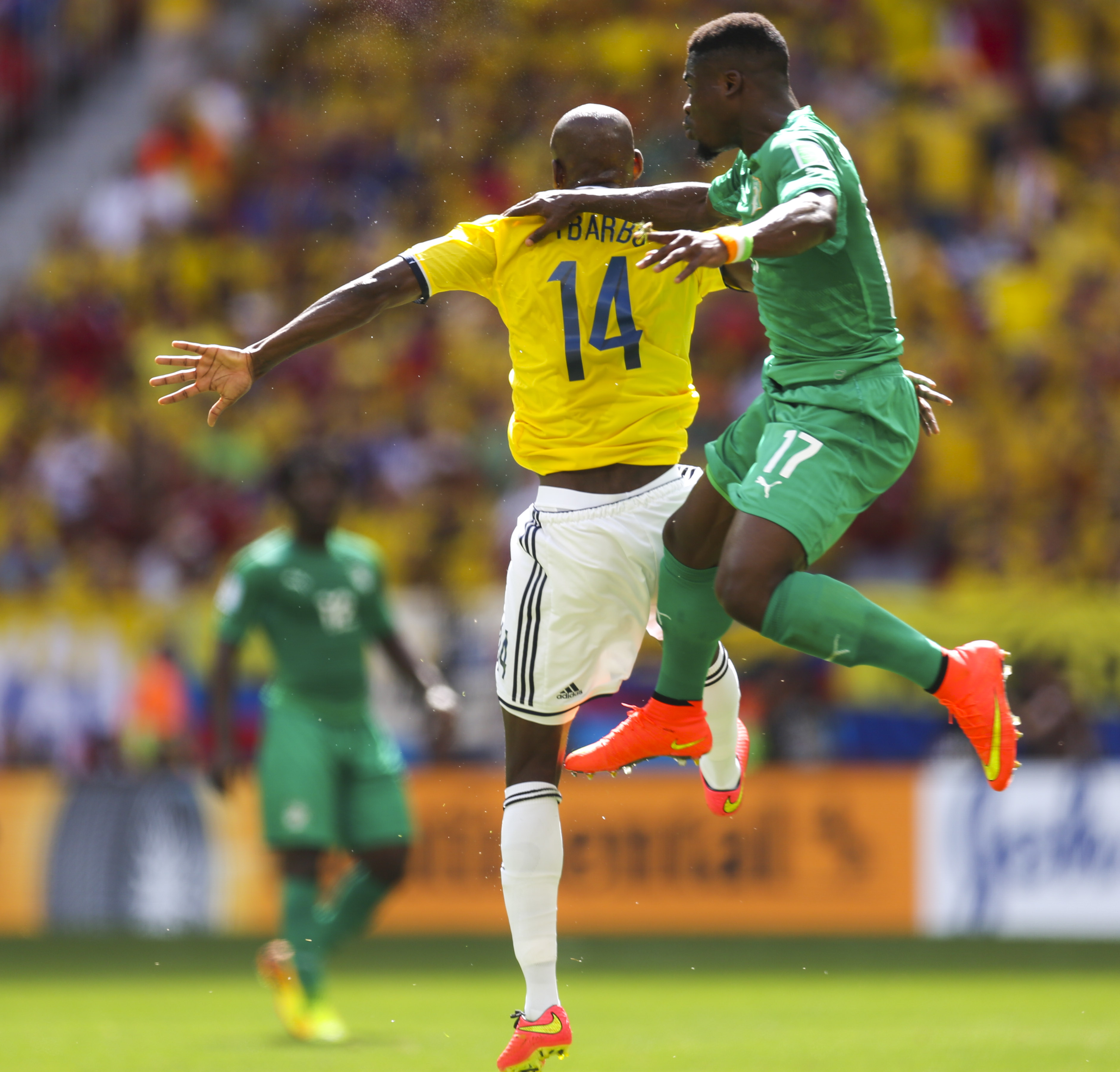
Víctor Ibarbo con la en Brasil 2014.

Víctor Ibarbo hizo parte del equipo que jugó en el Campeonato Sudamericano Sub-20 de 2009. Posteriormente, en el ciclo de Hernán Darío Gómez como técnico de la selección mayor, Ibarbo fue convocado y jugó en cuatro partidos amistosos de la selección de fútbol de Colombia, contra Sudáfrica, Nigeria, Perú y Estados Unidos en 2009.
El 7 de noviembre de 2013, Ibarbo fue convocado por el técnico José Néstor Pékerman para los amistosos contra Bélgica y Países Bajos. En el partido contra la selección belga, disputado el 14 de noviembre de 2013, marcó la segunda de las anotaciones con una media volea en el minuto 66, lo que terminó en triunfo a favor de la selección de Colombia 0-2 en Bruselas.
En su búsqueda por aprovechar minutos de juego para asegurar un lugar en la plantilla de la selección de Colombia que participó en la Copa Mundial de Fútbol de 2014, el director técnico José Pékerman lo convocó para el encuentro amistoso ante la selección nacional de Túnez el día 5 de marzo, y lo alineó en el equipo titular de Colombia. A los pocos minutos de juego en ese partido, recibió un pase a mediana altura de James Rodríguez, eludió a los centrales en diagonal hacia la izquierda, detuvo el balón con el pecho y fue derribado por el portero rival cuando estaba a punto de marcar usando una media-volea. El futbolista se retiró lesionado, mientras que el portero sólo recibió una amarilla. El propio James cobró el penal que le sirvió a Colombia para rescatar un empate 1-1 frente al combinado de Túnez.
El 13 de mayo de 2014 fue incluido por el entrenador José Pekerman en la lista preliminar de 30 jugadores con miras a la Copa Mundial de Fútbol de 2014. Finalmente, fue seleccionado en la nómina definitiva de 23 jugadores el 2 de junio.
El 11 de mayo del 2015 fue seleccionado por José Pékerman en los 30 preconvocados para disputar la Copa América 2015. Fue seleccionado en la nómina definitiva de 23 jugadores el 30 de mayo.

### Participaciones enCopas del Mundo
| Mundial         | Sede   | Resultado        | Partidos | Goles |
| --------------- | ------ | ---------------- | -------- | ----- |
| Mundial de 2014 | Brasil | Cuartos de final | 3        | 0     |

### Participaciones enCopas América
| Torneo            | Sede  | Resultado        | Partidos | Goles |
| ----------------- | ----- | ---------------- | -------- | ----- |
| Copa América 2015 | Chile | Cuartos de final | 3        | 0     |

### Goles internacionales
| # | Fecha                   | Lugar                                   | Rival   | Gol   | Resultado | Competición |
| - | ----------------------- | --------------------------------------- | ------- | ----- | --------- | ----------- |
| 1 | 14 de noviembre de 2013 | Estadio Rey Balduino, Bruselas, Bélgica | Bélgica | 0 - 2 | 0 - 2     | Amistoso    |

## Estadísticas
- Nota: Aunque se sabe que Ibarbo disputó 33 partidos de Copa Colombia con Atlético Nacional, solamente se encontró registro de 9 cotejos, los datos faltantes corresponden a la temporada 2008 y 2010.

| Club                             | Div                 | Temporada           | Liga  | Liga  | Copa nacionales | Copa nacionales | Torneos internacionales | Torneos internacionales | Total | Total | Prom. · |
| Club                             | Div                 | Temporada           | Part. | Goles | Part.           | Goles           | Part.                   | Goles                   | Part. | Goles | Prom. · |
| -------------------------------- | ------------------- | ------------------- | ----- | ----- | --------------- | --------------- | ----------------------- | ----------------------- | ----- | ----- | ------- |
| Atlético Nacional · Colombia     | 1.ª                 | 2008                | 16    | 0     | -               | -               | -                       | -                       | 16    | 0     |         |
| Atlético Nacional · Colombia     | 1.ª                 | 2009                | 30    | 1     | 4               | 2               | -                       | -                       | 34    | 3     | 0,03    |
| Atlético Nacional · Colombia     | 1.ª                 | 2010                | 40    | 3     | -               | -               | -                       | -                       | 40    | 3     | 0,07    |
| Atlético Nacional · Colombia     | 1.ª                 | 2011                | 22    | 2     | 5               | 1               | -                       | -                       | 27    | 3     | 0,11    |
| Cagliari · Italia                | 1.ª                 | 2011-12             | 38    | 3     | 1               | 0               | -                       | -                       | 39    | 3     | 0,07    |
| Cagliari · Italia                | 1.ª                 | 2012-13             | 34    | 6     | 3               | 0               | -                       | -                       | 37    | 6     | 0,16    |
| Cagliari · Italia                | 1.ª                 | 2013-14             | 30    | 4     | 1               | 0               | -                       | -                       | 31    | 4     | 0,13    |
| Cagliari · Italia                | 1.ª                 | 2014-15             | 13    | 2     | 1               | 0               | -                       | -                       | 14    | 2     | 0,20    |
| Roma · Italia                    | 1.ª                 | 2014-15             | 10    | 0     | 1               | 0               | -                       | -                       | 11    | 0     | 0,00    |
| Roma · Italia                    | 1.ª                 | 2015-16             | 2     | 0     | -               | -               | -                       | -                       | 2     | 0     | 0,00    |
| Roma · Italia                    | Total club          | Total club          | 12    | 0     | 1               | 0               | 0                       | 0                       | 13    | 0     | 0,00    |
| Watford Inglaterra               | 1.ª                 | 2015-16             | 4     | 0     | -               | -               | -                       | -                       | 4     | 0     | 0,00    |
| Watford Inglaterra               | Total club          | Total club          | 4     | 0     | 0               | 0               | 0                       | 0                       | 4     | 0     | 0,00    |
| Atlético Nacional · Colombia     | 1.ª                 | 2016                | 11    | 1     | -               | -               | 8                       | 2                       | 19    | 3     | 0,15    |
| Atlético Nacional · Colombia     | Total club          | Total club          | 119   | 7     | 33              | 3               | 8                       | 2                       | 160   | 12    | 0,07    |
| Panathinaikos FC · Grecia        | 1.ª                 | 2016-17             | 8     | 0     | 2               | 0               | 9                       | 3                       | 19    | 3     | 0,15    |
| Panathinaikos FC · Grecia        | Total club          | Total club          | 8     | 0     | 2               | 0               | 9                       | 3                       | 19    | 3     | 0,15    |
| Cagliari · Italia                | 1.ª                 | 2016-17             | 3     | 0     | -               | -               | -                       | -                       | 3     | 0     | 0,0     |
| Cagliari · Italia                | Total club          | Total club          | 118   | 15    | 6               | 0               | 0                       | 0                       | 124   | 15    | 0,13    |
| Sagan Tosu Japón                 | 1.ª                 | 2017                | 25    | 5     | 3               | 1               | -                       | -                       | 28    | 6     | 0,21    |
| Sagan Tosu Japón                 | 1.ª                 | 2018                | 7     | 2     | 1               | 0               | -                       | -                       | 8     | 2     | 0,25    |
| Sagan Tosu Japón                 | 1.ª                 | 2019                | 3     | 0     | 2               | 0               | -                       | -                       | 5     | 0     | 0,0     |
| Sagan Tosu Japón                 | Total club          | Total club          | 35    | 7     | 6               | 1               | 0                       | 0                       | 41    | 8     | 0,21    |
| V-Varen Nagasaki Japón           | 2.ª                 | 2019                | 16    | 2     | -               | -               | -                       | -                       | 16    | 2     | 0,14    |
| V-Varen Nagasaki Japón           | 2.ª                 | 2020                | 22    | 3     | -               | -               | -                       | -                       | 22    | 3     | 0,13    |
| V-Varen Nagasaki Japón           | 2.ª                 | 2021                | 6     | 0     | 2               | 1               | -                       | -                       | 8     | 1     |         |
| V-Varen Nagasaki Japón           | 2.ª                 | 2022                | 7     | 0     | 2               | 0               | -                       | -                       | 9     | 0     |         |
| V-Varen Nagasaki Japón           | Total club          | Total club          | 51    | 5     | 4               | 1               | 0                       | 0                       | 59    | 6     | 0,13    |
| América de Cali · Colombia       | 1.ª                 | 2023                | 18    | 3     | 1               | 0               | -                       | -                       | 19    | 3     |         |
| América de Cali · Colombia       | 1.ª                 | 2024                | 3     | 0     | -               | -               | -                       | -                       | 3     | 0     |         |
| América de Cali · Colombia       | Total club          | Total club          | 21    | 3     | 1               | 0               | 0                       | 0                       | 22    | 3     |         |
| Internacional Palmira · Colombia | 2.ª                 | 2024                | 6     | 2     | -               | -               | -                       | -                       | 6     | 2     |         |
| Internacional Palmira · Colombia | 2.ª                 | 2025                | 11    | 1     | -               | -               | -                       | -                       | 11    | 1     |         |
| Internacional Palmira · Colombia | Total club          | Total club          | 17    | 3     | 0               | 0               | 0                       | 0                       | 17    | 3     |         |
| Total en su carrera              | Total en su carrera | Total en su carrera | 385   | 40    | 52              | 5               | 17                      | 5                       | 454   | 50    | 0,11    |

### Selección
| Selección                   | Año                         | Partidos | Goles |
| --------------------------- | --------------------------- | -------- | ----- |
| Colombia sub-20             | 2009                        | 6        | 0     |
| Colombia mayores            | 2010                        | 4        | 0     |
| Colombia mayores            | 2013                        | 2        | 1     |
| Colombia mayores            | 2014                        | 6        | 0     |
| Colombia mayores            | 2015                        | 3        | 0     |
| Colombia mayores            | 2016                        | 0        | 0     |
| Total selección de Colombia | Total selección de Colombia | 21       | 1     |

### Hat-tricks
| 1 | 10 de marzo de 2013 | Estadio Sant'Elia, Cagliari | Cagliari - Sampdoria |  | 3 - 1 | Serie A |

## Palmarés

### Torneos nacionales
| Título    | Club              | País     | Año    |
| --------- | ----------------- | -------- | ------ |
| Primera A | Atlético Nacional | Colombia | I-2011 |
| Superliga | Atlético Nacional | Colombia | 2016   |

### Torneos internacionales
| Título            | Club              | País     | Año  |
| ----------------- | ----------------- | -------- | ---- |
| Copa Libertadores | Atlético Nacional | Colombia | 2016 |

## Polémica
En 2013, Ibarbo fue protagonista de una historia que se viralizó rápidamente en medios y redes sociales. Todo comenzó cuando un portal informativo italiano —considerado de amplia seriedad— publicó una noticia en la que se afirmaba que el jugador estaría enfrentando una posible demanda por parte de su entonces pareja sentimental. Según el reporte, la mujer habría requerido atención médica de urgencia tras mantener relaciones íntimas con el deportista, y habría declarado que la situación le causó lesiones físicas, atribuyéndolo a una característica física del jugador. Aunque esta historia generó múltiples reacciones y comentarios en línea, la publicación original sería eliminada y nunca se llegó a confirmar su veracidad de manera oficial. 